# ピンクとグレー
『ピンクとグレー』は加藤シゲアキによる日本の小説。2012年に書き下ろしで刊行された（400字詰め原稿用紙357枚）。

## 概要
加藤シゲアキの小説デビュー作であり、ジャニーズ事務所所属のタレントが小説を出版するのも初めてのこと。2012年1月28日に角川書店から単行本として発売され、同日にブックウォーカーの配信サイト「BOOK☆WALKER」で電子書籍の限定販売も開始された。単行本は2012年2月6日付のオリコン“本”ランキングBOOK（総合）部門で週間2.8万部を売り上げ初登場4位。2012年12月時点で12万部の売り上げを記録した。なお、2017年1月時点で小説の発行部数は累計45万部を超えている。
芸能界デビューをきっかけに成功と挫折という正反対の道を歩むことになった2人の青年が、華やかな世界の光と闇に翻弄され、葛藤しながらも自らの道を歩んでいく姿を描く青春小説で、タイトルには“あいまいな2色の対比”という意味が込められている。舞台となった渋谷は加藤が実際に中学・高校時代を過ごした場所であり、その時感じていたことや風景などは自らの体験も反映されているが、小説自体は完全にフィクションであると述べている。また、のちに執筆された『閃光スクランブル』と『Burn. -バーン-』も同じく渋谷と芸能界を舞台としており、加藤は本作とこれらを合わせて「渋谷サーガ」3部作としている。
2012年から漫画化され、映画化作品が2016年に公開された。
芸能界を生きる2人をかつての仲間で一般人の木本の視点で描いたスピンオフ小説『だいじなもの』が、『小説 野性時代』の第146号（2015年12月12日発売）に掲載された。
2017年1月末に本作が翻訳された中国語繁体字版『紅的告別式Pink and Gray』が台湾、香港、マカオで発売された。
2021年12月、本作『ピンクとグレー』のほか『閃光スクランブル』（2013年）『Ｂｕｒｎ．-バーン-』（2014年）『傘をもたない蟻たちは』（2015年）の単行本の重版が決定。4作品はすべて文庫化されているものの、単行本で購入したいという読者の根強い声があり異例の重版となった。

## 執筆経緯
加藤は小さい頃から文章が好きで、サリンジャーなどの海外作品を読むことが多かった。自分で文章を書くことも好きで、高校の授業で高い評価を受けたり、仕事を初めてからもエッセーや作詞などの文章力や構成力に定評があったため、25歳までには小説を書いてみたいという気持ちが芽生えていた。そして2011年2月、NEWSの活動が混沌として時間だけが膨大にあり不安で仕方がなかった時、自分にしかできないことは何かをつきつめたところ、本を書ける人間になることがグループにとっても自分にとっても強みになるのではと考える。そして事務所の人間からの「書いてみれば」という後押しもあり、小説を執筆することを決意する。その後1週間で構造を考え、2月中旬から自分で決めた締め切り日の3月31日までの約2か月で一気に初稿を書き上げた。なかには1日12時間、「真っ暗闇の中で狂気まじりに書いていた」日もあったという。ストーリーはアニメーション映画の『PERFECT BLUE』から着想を得ており、結論を見せてからそれを時系列的に振り返っていくという物語の構成は『(500)日のサマー』を参考にしたという。完成後、事務所関係者が、出版に値するか判断を仰ごうと原稿を角川書店会長角川歴彦氏に直接渡し、氏からの推薦を受けてトントン拍子で出版が決定した。
小説家デビューすることを発表した2011年11月22日、NEWSの再出発と自身の小説家デビューを機に「たくさんの方に親しまれるように」と自分の名前も“成亮”から“シゲアキ”とカタカナに改名した。

## あらすじ
9歳で家族とともに大阪から横浜のマンションに引っ越してきた河田大貴は、同じマンションに住む同級生の鈴木真吾、石川紗理、木本と仲良くなる。4人は親たちから「『スタンド・バイ・ミー』みたいだわ」と言われるほどいつも一緒にいた。やがて木本と石川は転校してしまうが、大貴と真吾はそのまま同じ中学を受験し、17歳の時、文化祭で後輩2人を加えてバンド「デュポン」を結成。真吾作詞・大貴作曲のオリジナル曲「ファレノプシス」を披露するなど、青春時代をいつも一緒に過ごしてきた。そんな2人に転機が訪れる。高校2年の学期末試験最終日、駅で雑誌編集者である赤城に声をかけられたことをきっかけに読者モデルとしての活動を始めたのだ。やがて芸能事務所に所属し、ルームシェアも始めた2人はエキストラとしてドラマ出演を決め、主演俳優とのシーンでアドリブのセリフが採用された真吾は番組プロデューサー・鶴田に見初められ、連続ドラマへの出演が決まる。そのドラマは高視聴率を記録したため真吾の芸名：白木蓮吾の知名度は爆発的に上がり、一気にスターダムにのし上がった。一方で大貴は変わらず小さな仕事をこなしながら大学とアルバイトに精を出す日々で、時折くる真吾とのバーター出演話は断り続けていた。そして会えない時間も増え、ぎくしゃくし始めていた2人の仲は、真吾が勝手に決めてしまった事務所移籍と引っ越しを機についに決裂してしまう。
25歳になっても仕事の規模もスタイルも変化がない大貴だったが、テレビで見ることすら避け続けていた真吾と高校の同窓会で再会を果たす。真吾から積極的に誘われ、2人だけで酒を飲み交わし、以前の関係に少し戻れた気がしていた大貴だったが、今夜も会おうという約束通りに真吾のマンションを訪れると、そこには遺書を残して首を吊った真吾の姿があった。大貴は愕然としながらも自分宛ての遺書を読み、真吾の意思を汲んで6枚の遺書の中から白木蓮吾としてふさわしい遺書を選び、服や顔、現場を整え精一杯の演出をする。第一発見者でありながら現場保存をしなかったことで一時は殺人容疑や自殺幇助の疑いもかけられたが、やがて遺書の内容は世間の知るところとなり、「白木蓮吾のイケメン親友！」と大貴は一躍時の人となる。次から次へと白木蓮吾関係のインタビューの仕事が舞い込むものの、大貴はそれらを全て拒否。しかし赤城の企画だけは受け入れ、大貴は真吾に関するノンフィクション書籍を執筆する。そして真吾の死から1年後、真吾の半生を綴ったその書籍に映画化の話がもちあがる。事実に忠実であること、そしてできる限り順撮りすることを条件に脚本執筆と白木蓮吾役で主演することを決断した大貴は、撮影の過程で初めて空白の5年に何があったのかを知り、「ファレノプシス」の本当の意味や真吾の葛藤に気づく。

## 登場人物
河田 大貴（かわだ だいき）
主人公。木本の母親が『スタンド・バイ・ミー』のリバー・フェニックスに似ていると言い始めたことや、“河”が“リバー”であることから、愛称はりばちゃん。9歳の時の4回目の引っ越しで初めて関西圏外の横浜へ引っ越したのだが、そこで出会った真吾らと常に一緒にいたため、最初の夏休み頃には関西弁が抜けてしまう。東京の私立中学に入ればもう転校しなくてすむだろうと考え、尾崎豊と同じ高校（青山学院高等部）につながる付属中学を受験し、合格。目論み通り、その後父親は単身赴任をすることになる。
読者モデルを経て、小出水が経営する芸能プロダクションに所属。真吾にきた連続ドラマ出演話に端役だが同じく出演が決まり、リバー・フェニックスを我流に訳した“河不死鳥”と、名前の“大貴”を縮めて芸名を河鳥大（かわとりだい）とした。
25歳になっても同じプロダクションに所属し、アルバイトをしながらチラシのモデルや小さい舞台出演を続けている。父親の影響で吉田拓郎の曲に詳しい。
鈴木 真吾（すずき しんご）
大貴が引っ越した先のマンションに昔から住んでいた同級生。愛称はごっち。大貴が引っ越してきた時にはすでに周りからそう呼ばれていたが、偶然にも『スタンド・バイ・ミー』の主演もゴーディー（ゴードン・ラチャンス）だった。8月4日生まれ。
大貴と同じ中学・高校・大学へ通い、同じく読者モデルを経て芸能プロダクションに所属。2時間の学園ドラマにエキストラとした出演した際に番組プロデューサーの鶴田に見初められて連続ドラマ出演が決まり、芸名を白木蓮吾（しらきれんご）とする。由来は好きな映画タイトル『マグノリア』の学名（モクレン属）と、河田がこれからも「ごっち」と呼べるように“吾”を足したもの。その後、知名度が爆発的に上がり、連続ドラマや映画の主演も務めるようになり、主演映画でバンドマン・三井聖（みついせい）を演じるのと連動し、三井名義で「その先へ」という曲でCDデビューもする。大学3年の時、大手芸能事務所のケヴィンカンパニーに移籍する。
石川 紗理（いしかわ さり）
真吾と同じく、昔から横浜のマンションで生まれ育った同級生。愛称はサリー。小学4年生の時に母親の再婚にともない転校し、中学時代をアメリカで過ごす。その後日本へ戻り、祐天寺の公立高校に通いながら美大の油絵専攻を目指し、試験に合格して進学する。
大貴と真吾が駒沢通りのカフェで撮影をしていた時に偶然再会し、真吾とは恋人として付き合うようになる。小学生の時は気が強く、女でありながら誰よりも男っぽいくらいだったが、高校生で再会した時には眉とまつげは綺麗に整えられ、黒い長い髪に細い身体というような女性的な雰囲気に変わっていた。
真吾の20歳の誕生日を大貴を含めて3人で祝った時、油絵で描いた似顔絵を2人に渡す。
木本（きもと）
真吾らと同じマンションに住んでいた同級生。眼鏡をかけている小太りな少年。家でアヒルの「マルコフ」を飼っている。小学4年生の冬に転校し、大貴らとは離れ離れになる。
鈴木 唯（すずき ゆい）
真吾の9つ上の姉で、東京で一人暮らしをしている大学生。大貴によると、長身でシャルロット・ゲンズブールを思わせる風貌をしている。
小さい頃からバレエを習っており、コンテンポラリーダンスの団体を立ち上げる。真吾が小学5年生の時、中野で行われたコンクールにユニットYUIとして出演し、「ファレノプシス」を踊った最後、高い所で自身が考えた祈りのポーズを披露したところ、バランスを崩して背中から落下した。以降は病院でチューブに繋がれ、意識はあり会話もできるが動くのは顔と左手だけになる。
真吾が中学3年生の時、切り絵をする時に使っていたハサミで自ら人工呼吸器の管を切って亡くなる。「やるしかない。やらないなんてない」が信条。
三島 藍（みしま あい）
高校入学後に真吾が最初に付き合った1つ上の先輩。美人。電車の中で自ら真吾に声をかけ、手紙を渡したことから付き合いが始まる。実家は医者で、自らも医大を受験する予定。
赤城（あかぎ）
女子中高生向けファッション雑誌の編集者。眼鏡をかけた若い女性で、大貴たちとは10歳も離れていない。「有名高校の美男子」特集に載せるモデルを駅で探していて、大貴と真吾に声をかける。わざとらしい反応をするのが特徴だが、嫌味はなく、逆に無邪気に見える。
自身の雑誌では高校を卒業したモデルを出さないが、大貴と真吾についてはそれで終わりにするのはもったいないと考え、2人を芸能プロダクション社長の小出水に紹介する。
岡村（おかむら）
赤城と行動を共にする大柄な男性カメラマン。
小出水（こいずみ）
20人前後のタレントを抱える芸能プロダクション社長。赤城と親しい。
鶴田（つるた）
番組プロデューサー。小太りで関西弁の男。エキストラでセリフを言った真吾に「君おもろいな」と声をかける。真吾を気に入り、1週間後には連続ドラマに起用する。
香凜（かりん）
真吾が白木蓮吾として売れてからの恋人。まだ高校生でありながら、デビュー曲であるドラマ主題歌は36万枚のヒットでレコード大賞を3年連続受賞した歌唱力も抜群の日本一の歌姫のうちの一人。歌は全曲本人が作詞作曲している。顔にはまだあどけなさが残るわりに身体つきはグラマーで、ファッションスタイルも斬新で流行となり、若い女性から中年の男性まで幅広く支持を集める。
真吾の半生を追った映画には自ら申し出て本人役を演じる。
斉藤 麻里（さいとう まり）
大貴と真吾が初めて出た連続テレビドラマの小学2年生の主演女優。1年前にドラマの子役として爆発的に売れた。
田中 イサキ（たなか イサキ）
白木蓮吾の元マネージャー。真吾の死後、大貴に興味を持ち、わざわざケヴィンカンパニーを辞め、半分以下の給料でもいいと小出水の芸能プロダクションの面接を受け、大貴のマネージャーとなる。運転技術能力が高く、マスコミの追跡もうまくまける。
百井 友光（ももい ともみつ）
真吾の半生を追った映画で河鳥大を演じる俳優。大貴より3歳年下で、大貴とは似ても似つかず、どちらかといえば真吾に似ている。

## 書籍情報
- 単行本：角川書店、2012年1月28日発売、ISBN 978-4-04-110108-7
- 文庫：角川文庫、2014年2月25日発売、ISBN 978-4-04-101218-5
- 中国語繁体字版単行本（『紅的告別式Pink and Gray』）: 台湾角川、2017年1月25日発売、ISBN 978-9-86-473470-2

## 漫画
2012年6月23日発売の『月刊Asuka』8月号誌上でコミカライズされることが発表され、2012年8月24日発売の同誌10月号から連載がスタートした。加藤もネームの段階から監修に参加した。
- 加藤シゲアキ（原作）・藤崎みお（作画） 『ピンクとグレー』 角川グループパブリッシング〈あすかコミックスDX〉、全2巻
  1. 2012年12月20日発売[21]、ISBN 978-4-04-120543-3、あとがき：加藤シゲアキ
  2. 2013年6月21日発売[22]、ISBN 978-4-04-120751-2

## 映画
行定勲監督によって映画化された。内容は行定と脚本家の蓬莱竜太によって大きくアレンジされ、中島裕翔が演じる白木蓮吾こと“ごっち”が主人公となっている他、開始62分後に映画オリジナルの“仕掛け”がされていたり、原作には無いエピソードも描かれている。2015年1月中旬から撮影が開始され、約3週間後の2月7日にクランクアップした。
主題歌には、“屈折した青春映画には屈折した大人のバンド”ということでASIAN KUNG-FU GENERATIONが抜擢され、小説や映画と同じく“ゴッチ”という愛称で呼ばれているボーカルの後藤正文が、映画の映像を観て主題歌「Right Now」を書き下ろした。MVも行定が担当し、夏帆が主演をつとめて様々な役に挑戦する女優を演じ、終盤では後藤とロシアンルーレットもする映画のアナザーストーリー的な作品となっている。
映画は第20回釜山国際映画祭「アジア映画の窓」部門へ正式出品され、第28回東京国際映画祭のJapan Now部門でも上映された。2016年1月9日、全国96スクリーンで公開され、公開最初の2日間で動員7万6759人、興収1億0212万7000円を記録し映画観客動員ランキング7位となった（興行通信社調べ）。2016年3月現在で映画の興行収入は6億円を突破した。

### キャスト
- 白木 蓮吾 - 中島裕翔[37]
- 河田 大貴 - 菅田将暉[32]
- サリー - 夏帆[38][39]
- 鈴木唯[40] - 小林涼子
- 岸井ゆきの[41]
- 千葉哲也
- マキタスポーツ
- 入江甚儀
- 橋本じゅん
- 篠原ゆき子
- 矢柴俊博
- 宮崎美子
- 柳楽優弥
- 三浦誠己
- 白石和彌
- 加藤シゲアキ（カメオ出演）[42]
- 松永玲子、岡本あずさ、伊藤さとり、向衣琴、新津ちせ、宮ゆい、長崎真友子、東凛、辰巳ゆい、星崎エミリ、新井敬太、安田桃太郎 ほか

### スタッフ
- 原作 - 加藤シゲアキ『ピンクとグレー』（角川文庫）
- 監督 - 行定勲[33]
- 脚本 - 蓬莱竜太、行定勲
- 音楽 - 半野喜弘
- 主題歌 - ASIAN KUNG-FU GENERATION「Right Now」（Ki/oon Music）[31][43]
- エクゼクティブプロデューサー - 井上伸一郎、長澤修一
- 製作 - 堀内大内、豊島雅郎、藤島ジュリーK.
- 企画 - 菊池剛
- プロデューサー - 井上文雄、片山宣、千綿英久、小川真司
- ラインプロデューサー - 佐藤雅彦
- 撮影 - 今井孝博
- 照明 - 松本憲人
- 録音 - 伊藤裕規
- 美術 - 相馬直樹
- 編集 - 今井剛
- 音響効果 - 岡瀬晶彦
- VFXスーパーバイザー - 進威志(NTTメディアラボ)
- 振付 - 矢内原美邦
- アートディレクター - 手島領、岡茉莉子
- フォトグラファー - 杉山義明
- 舞台映像 - 高橋啓祐
- 舞台監督 - カミイケタクヤ
- ラボ - IMAGICA
- 配給・宣伝 - アスミック・エース
- 制作プロダクション - 角川大映スタジオ
- 製作 - 「ピンクとグレー」製作委員会（KADOKAWA、アスミック・エース、ジェイ・ストーム）